# 牧葉ユミ
牧葉 ユミ（まきば ユミ、1953年1月31日 - ）は、日本の歌手。本名は大村 由美子（おおむら ゆみこ）。1970年代前半に活動した。
東京都北区出身。目白学園高校卒業。所属事務所はスペースプロ、所属レコード会社はテイチク→徳間音楽工業。

## 経歴
高校卒業後、OL生活を送るが、ほどなく歌手に転身。1971年7月25日、「冒険」（作詞：北山修、作曲：加藤和彦）でレコードデビューした。この曲は同年、第13回日本レコード大賞作詩賞を受賞している。ボーイッシュな外見と活発なイメージを持った歌手であった。
牧葉ユミのシングル楽曲については、オーディション番組『スター誕生!』で、1972年8月に桜田淳子が「見知らぬ世界」を、同年12月に山口百恵が「回転木馬」をそれぞれ歌って合格しており、その後、人気を二分することになる両アイドル誕生のきっかけとなっている。
1973年、埼玉・川越でのサイン会場にたまたま居合わせた当時中学3年生の相本久美子を直接スカウトし、芸能界入りのきっかけを作った。相本は牧葉1人だけが所属する小さな事務所スペースプロに所属したが、直後に牧葉は芸能界を引退。相本は「牧葉さんは最初から辞めるつもりで、自分の後釜を探していたみたいです」と語っている。その後、相本は西城秀樹の口利きで芸映へ移籍している。

### 芸名について
芸名の名付け親は村山実。これには、1970年のある日に新宿のスナックへ遊びに行った帰りに「阪神の藤田平」を名乗る男に、足を踏んだ覚えはないのに「足を踏んだのになぜ謝らない」と因縁をつけられ、この時は野球に関心のない彼女として本当に藤田本人かどうか全然わからなかったということだったが、後日同じスナックに遊びに行った時に、同じ男が再び因縁をつけに来たらしいという話を聞いて、ついにタイガース宛に抗議の手紙を送付。後日タイガース側から「近頃阪神の藤田を名乗って、結婚詐欺を働いたり飲み逃げしている男がいて、あなたが被害に遭われたのもその男と思います。阪神の東京遠征の時に本物の藤田選手と会っていただければ納得していただけると思います」という内容の返事をもらい、後日阪神の東京遠征の際に定宿のホテルを訪れて藤田と初対面、そこであの時の男とは似ても似つかぬ顔だったことで納得したという。これをきっかけに牧葉は阪神の選手たちのマスコット的存在となり、村山も責任を感じて、彼女のために出来るだけのことはしたいとして全面的に応援するとして芸名の名付け親にもなったという。

## ディスコグラフィ

### シングル
| #                | 発売日           | A/B面            | タイトル             | 作詞             | 作曲             | 編曲             | 規格品番         |
| テイチクレコード | テイチクレコード | テイチクレコード | テイチクレコード     | テイチクレコード | テイチクレコード | テイチクレコード | テイチクレコード |
| ---------------- | ---------------- | ---------------- | -------------------- | ---------------- | ---------------- | ---------------- | ---------------- |
| 1                | 1971年 7月25日   | A面              | 冒険                 | 北山修           | 加藤和彦         | 小山恭弘         | SN-1155          |
| 1                | 1971年 7月25日   | B面              | バイ・バイ           | 伊藤アキラ       | 本田門士         | 小山恭弘         | SN-1155          |
| 2                | 1972年 1月       | A面              | 見知らぬ世界         | こうじはるか     | 植田嘉靖         | 小山恭弘         | SN-1211          |
| 2                | 1972年 1月       | B面              | 白銀のかなた         | 二条冬詩夫       | 小山恭弘         | 小山恭弘         | SN-1211          |
| 3                | 1972年 6月       | A面              | 回転木馬             | 片桐和子         | ザ・ベンチャーズ | 川口真           | SN-1254          |
| 3                | 1972年 6月       | B面              | 次の時代の子のために | ちあき哲也       | 都倉俊一         | 青木望           | SN-1254          |
| 4                | 1972年 9月       | A面              | 悪魔か天使か         | 片桐和子         | 平田隆夫         | 高田弘           | SN-1273          |
| 4                | 1972年 9月       | B面              | ジプシーのように     | 片桐和子         | 平田隆夫         | 高田弘           | SN-1273          |
| 5                | 1973年 3月       | A面              | 盗賊アリババ         | たかたかし       | 鈴木邦彦         | 鈴木邦彦         | SN-1301          |
| 5                | 1973年 3月       | B面              | 恋のシュッポッポ     | たかたかし       | 鈴木邦彦         | 鈴木邦彦         | SN-1301          |
| 6                | 1973年 7月       | A面              | さらば想い出よ       | 岩谷時子         | 葵まさひこ       | 葵まさひこ       | SN-1317          |
| 6                | 1973年 7月       | B面              | 潮騒のなかで         | 岩谷時子         | 大野雄二         | 大野雄二         | SN-1317          |
| 7                | 1973年 11月      | A面              | 貝がらの青春         | 石坂浩二         | 大野雄二         | 大野雄二         | SN-1339          |
| 7                | 1973年 11月      | B面              | 運命のままに         | 石坂浩二         | 大野雄二         | 大野雄二         | SN-1339          |
| Dan              |                  |                  |                      |                  |                  |                  |                  |
| 8                | 1974年 4月       | A面              | 賭け                 | なかにし礼       | 馬飼野康二       | 馬飼野康二       | VA-37            |
| 8                | 1974年 4月       | B面              | 幸せってなあに       | なかにし礼       | 馬飼野康二       | 馬飼野康二       | VA-37            |
| 9                | 1974年 10月      | A面              | 黙って愛して         | なかにし礼       | 竜崎孝路         | 竜崎孝路         | VA-42            |
| 9                | 1974年 10月      | B面              | 愛の巣               | なかにし礼       | 竜崎孝路         | 竜崎孝路         | VA-42            |
| ミノルフォン     |                  |                  |                      |                  |                  |                  |                  |
| 10               | 1976年 2月       | A面              | 酔っぱらってみたい   | 竹内緑郎         | 竹内緑郎         | 京建輔           | KA-581           |
| 10               | 1976年 2月       | B面              | 夜の足音             | 竹内緑郎         | 京建輔           | 京建輔           | KA-581           |
| 11               | 1976年 7月       | A面              | 雨の居酒屋           | 竹内緑郎         | 竹内緑郎         | 京建輔           | KA-1013          |
| 11               | 1976年 7月       | B面              | わすれ旅             | 竹内緑郎         | 京建輔           | 京建輔           | KA-1013          |

### アルバム

#### ベスト・アルバム
- ゴールデン☆ベスト 牧葉ユミ（2012年8月22日／TECE-1124）

## テレビドラマ
- 気になる嫁さん 第7話「余計なことってすばらしい」（1971年、NTV） - クラブの歌手役 ※『冒険』を歌唱

## ラジオ番組
- どんとこい!電リク大進撃（TBSラジオ）